# جورج مصروعة
جورج مصروعة (1910 - 1989) هو صحفي وروائي ومترجم لبناني.

## النشأة والمسيرة
سافر إلى كوبا مع عائلته وهو بعمر العاشرة. ورجع إلى لبنان في 1922 أين أكمل حياته في بيت شباب المتن. سافر بعد ذلك إلى عينطورة ليدرس في كلية الحقوق في بيروت. أسس مع جورج حايك «مدرسة الناشئة الوطنية» في بيت شباب المتن. تفرغ كليا للصحافة منذ 1961. وعمل محررا في جريدة «العلم» ومجلتي «العرائس» و«الكلمة». أسس مع ميشال فضول الأشقر جريدة «فتى الجبل». واشتغل لمدة طويلة محررا في مجلة «الدبور». ثم تولى منصب رئيس التحرير في دار المكشوف. اشتغل أيضا في مجلة «الجندي اللبناني». عمل عقب ذلك بمنصب السكريتير في مجلة «الفصول اللبنانية» وبقي فيه حتى مماته.

## الجوائز والتكريم
- وسام الاستحقاق، لبنان، 1988

## أعماله
- فواجع التاريخ، 1931
- ابن زيكار (رواية تاريخية)، دار المكشوف، 1954
- هنيبعل
- ضحيتان
- هنيبعل - الجزء الأول، مطابع سميا، 1959
- استير استنهوب ملكة العرب غير المتوجة، 1965
- أميرة من لبنان، 1966
- رافضون، 1967
- انطباعات إفريقية، دار ومكتبة التراث الأدبي، 1973
- حكايات إفريقية
- قصص وأساطير
- غرائب الصدف، دار لحد خاطر، 1986
- الحب في التاريخ، دار لحد خاطر، 1986
- الانتحار في التاريخ، دار لحد خاطر، 1986

### ترجمات
- أظافر الزنبقة الحمراء، جيمس هالدي شيز، دار المكشوف، 1951
- مذكرات ناريمان زوجة الملك فاروق، دار المكشوف، 1954
- ربيع العرب، بنوا ميشان، دار المكشوف، 1959
- حروب العصيان والثورة من فجر التاريخ إلى اليوم، دار المكشوف، 1960
- الفتيات، هنري دي مونترلان، دار المكشوف، 1963
- رحمة للنساء، هنري دي مونترلان، دار المكشوف، 1964
- الموبوءات، هنري دي مونترلان، دار المكشوف، 1964
- الشاذون الجنسيون، لارس أولر ستام، دار المكشوف، 1968
- ديوان أبي الفضل الوليد، الياس عبد الله طعمة، دار الثقافة للطباعة والنشر والتوزيع، 1981
- الصبايا، هنري دي مونترلان، سلسلة: «ماريان»، منشورات عويدات، 1987
- شيطان الخير، هنري دو مونترلان، سلسلة: «ماريان»، منشورات عويدات، 1987
- المجذومات، هنري دو مونترلان، سلسلة: «ماريان»، منشورات عويدات، 1987